# Pietramelara
Pietramelara község (comune) Olaszország Campania régiójában, Caserta megyében.

## Fekvése
A megye központi részén fekszik, Nápolytól 50 km-re északra, Caserta városától 25 km-re északnyugati irányban. Határai: Formicola, Pietravairano, Riardo, Roccaromana és Rocchetta e Croce.

## Története
A 9-10. században alapították. A 14. századig a Monte Cassinó-i bencés apátság birtoka volt. A következő századokban nemesi birtok volt. A 19. században nyerte el önállóságát, amikor a Nápolyi Királyságban felszámolták a feudalizmust.

## Népessége
A népesség számának alakulása:

## Főbb látnivalói
- Sant’Agostino-templom
- Santa Maria Assunta-templom
- San Rocco-templom